# Ragnar Kjartansson (skulptör)

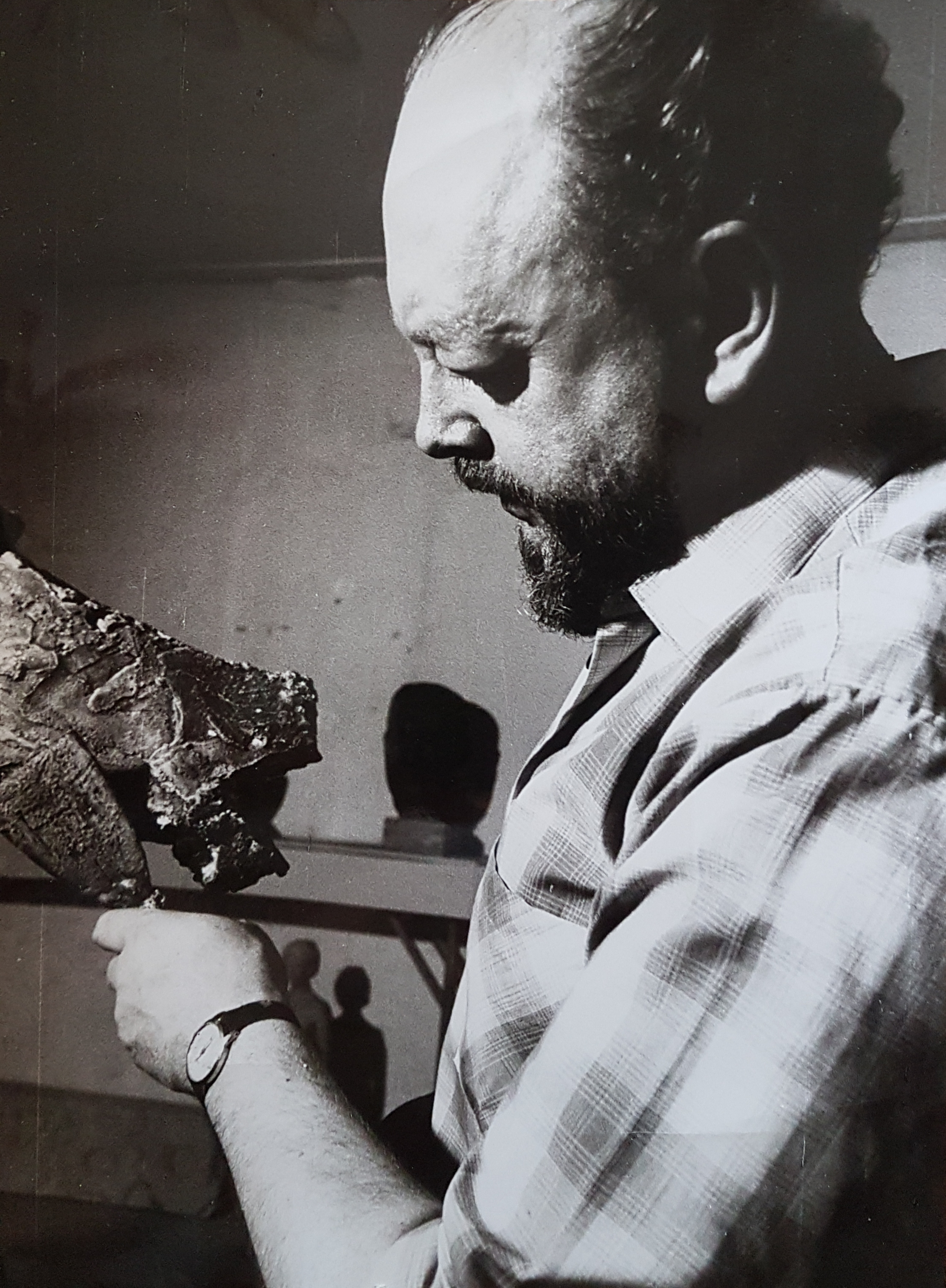
Ragnar Kjartansson, 1972.

Ragnar Kjartansson, född 17 augusti 1923 i Snæfellsnes, död 26 oktober 1988 i Reykjavik, var en isländsk skulptör och keramiker.
Ragnar Kjartansson var son till prästen Kjartan Kjartansson. Han lärde sig keramik för Guðmundur Einarsson från Miðdal (1895–1963) samt på Upsala-Ekeby AB i Sverige. Han utbildade sig också på Myndlista- og handíðaskóli Íslands i Reykjavik och för Ásmundur Sveinsson í Reykjavik. Han undervisade själv, och var under en period rektor, på Handíða- og myndlistaskóli.
Han grundade 1947 Funi Keramik och 1958 Glit Keramik.
Han gifte sig 1945 med banktjänstemannen Katrín Guðmundsdóttir. Paret har bland andra sonen Kjartan Ragnarsson (född 1945), som är skådespelare och regissör, och dottern Inga Ragnarsdóttir (född 1955), som är skulptör och målare. En sonson är performancekonstnären Ragnar Kjartansson.